# C7H15Cl2N2O2P
化学式C7H15Cl2N2O2P（摩尔质量：261.08 g/mol）可能指：
- 环磷酰胺，CAS号：50-18-0
- 异环磷酰胺，CAS号：3778-73-2

|  | 这个同类索引页列出了具有相同分子式的化学物（即同分異構體）条目。 除非您是有意链接至本页，否则应将相应条目的内部链接指向正确的条目。 |